# Lijst van brutoformules H20
Dit lemma is onderdeel van de lijst van brutoformules. Dit lemma behandelt de brutoformules die met 20 t/m 29 waterstofatomen beginnen.

## H20
| Brutoformule                            | Gewone formule                                    | Naam                                                                             |
| --------------------------------------- | ------------------------------------------------- | -------------------------------------------------------------------------------- |
| {\displaystyle {\ce {H20B4Na2O17}}}     | {\displaystyle {\ce {Na2B4O7.10H2O}}}             | Natriumtetraboraat                                                               |
| {\displaystyle {\ce {H20Ca4Nb6O39Si5}}} | {\displaystyle {\ce {Ca4Nb6Si5O24(OH)10.5(H2O)}}} | Mongoliet                                                                        |
| {\displaystyle {\ce {H20FeNO14S2}}}     | {\displaystyle {\ce {(NH4)2Fe(SO4)2.6H2O}}}       | Ammoniumijzer(II)sulfaathexahydraat ~ ook wel: Mohrs zout ~ als ijzer(II)sulfaat |
| {\displaystyle {\ce {H20Ge9}}}          | {\displaystyle {\ce {Ge9H20}}}                    | Nonagermaan ~ als germaan                                                        |
| {\displaystyle {\ce {H20Na2O14S}}}      | {\displaystyle {\ce {Na2SO4.10H2O}}}              | Natriumsulfaat ~ ook wel: mirabiliet                                             |

## H21
| Brutoformule                       | Gewone formule                        | Naam                                                                 |
| ---------------------------------- | ------------------------------------- | -------------------------------------------------------------------- |
| {\displaystyle {\ce {H21Na2O14P}}} | {\displaystyle {\ce {Na2HPO4.10H2O}}} | Dinatriumwaterstoffosfaatdecahydraat ~ als dinatriumwaterstoffosfaat |

## H22
| Brutoformule                      | Gewone formule                               | Naam         |
| --------------------------------- | -------------------------------------------- | ------------ |
| {\displaystyle {\ce {H22BaO30U}}} | {\displaystyle {\ce {Ba(UO2)6O4(OH)6.8H2O}}} | Billietiet   |
| {\displaystyle {\ce {H22MgO15S}}} | {\displaystyle {\ce {MgSO4.11H2O}}}          | Meridianiiet |

## H24
| Brutoformule                           | Gewone formule                                         | Naam         |
| -------------------------------------- | ------------------------------------------------------ | ------------ |
| {\displaystyle {\ce {H24AsCaFeMoO36}}} | {\displaystyle {\ce {CaFe^{3+}H8(MoO4)5(AsO4)2.8H2O}}} | Betpakdaliet |

## H26
| Brutoformule                   | Gewone formule                 | Naam                          |
| ------------------------------ | ------------------------------ | ----------------------------- |
| {\displaystyle {\ce {H26B20}}} | {\displaystyle {\ce {B20H26}}} | Eicosaboraan(26) ~ als boraan |

## H28
| Brutoformule                         | Gewone formule                              | Naam                                                                                                 |
| ------------------------------------ | ------------------------------------------- | --- |
| {\displaystyle {\ce {H28Al2O26S3}}}  | {\displaystyle {\ce {Al2(SO4)3.14H2O}}}     | Aluminiumsulfaattetradecahydraat ~als Aluminiumsulfaat                                               |
| {\displaystyle {\ce {H28AlNO20S2}}}  | {\displaystyle {\ce {(NH4)Al(SO4)2.12H2O}}} | Aluminiumammoniumsulfaatdodecahydraat ~ ook wel: ammoniumaluin, aluminiumammoniumaluin, tschermigiet |
| {\displaystyle {\ce {H28Ca5O41Si6}}} | {\displaystyle {\ce {Ca5Si6(O,OH)18.5H2O}}} | Tobermoriet 2 ~ als vorm van tobermoriet                                                             |
| {\displaystyle {\ce {H28FeNO20S2}}}  | {\displaystyle {\ce {(NH4)Fe(SO4)2.12H2O}}} | Ammonium-ijzer-aluin                                                                                 |